# Kara-kalpak autonóm terület
A Kara-kalpak autonóm terület az Oroszországi Szovjet Szövetségi Szocialista Köztársaság egy nemzetiségi közigazgatási egysége volt Közép-Ázsiában 1925-től 1932-ig, a ma Üzbegisztánhoz tartozó Karakalpaksztán elődje. Székhelye Turtkul volt.

## Története

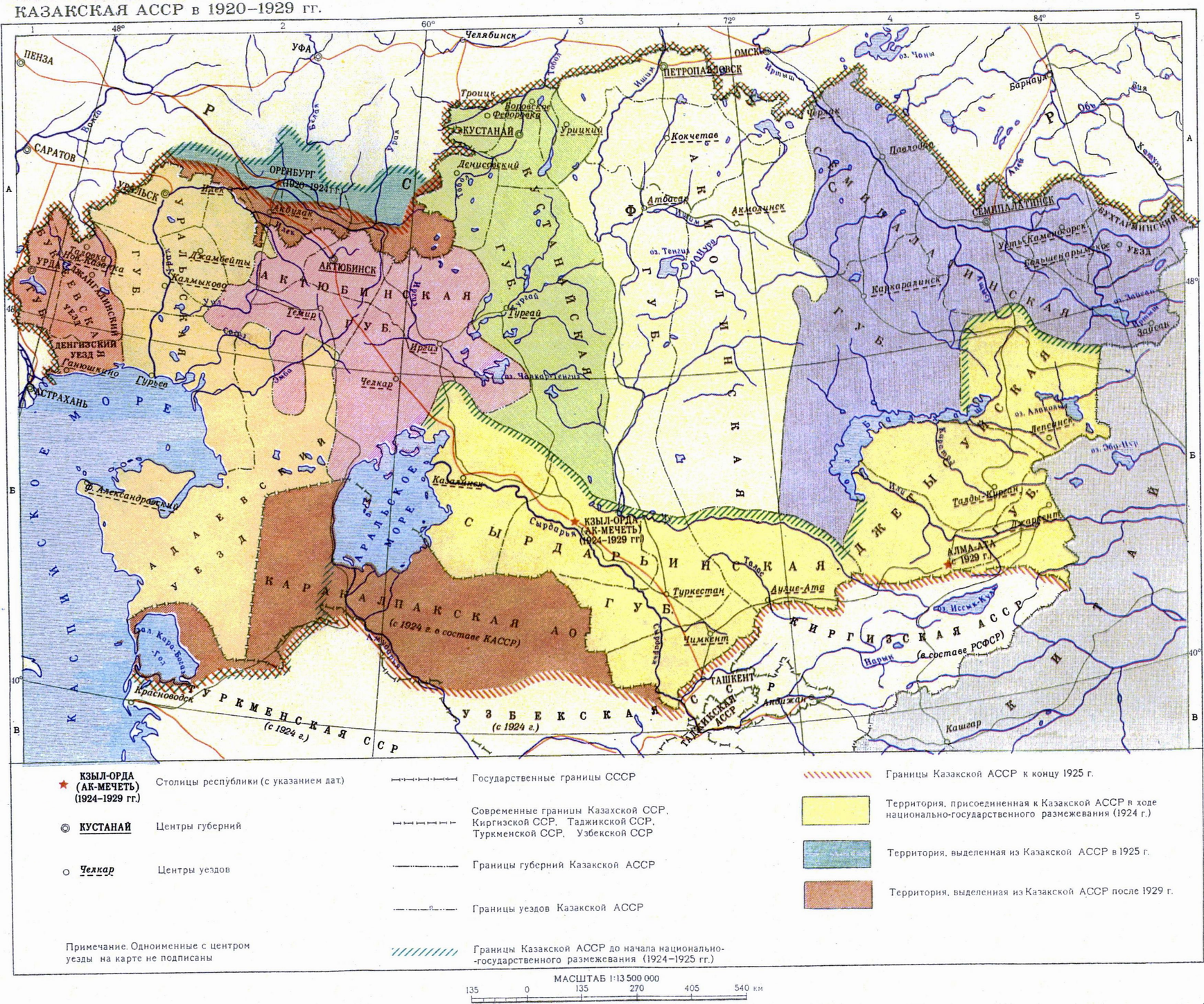
Közép-Ázsia 1925-1929 között

A Kara-kalpak autonóm terület Közép-Ázsia nemzeti alapú területi újrarendezése során keletkezett a karakalpakok nemzeti területi egységeként, az 1924-ben megkezdődött előkészítés után hivatalosan 1925. február 16-án. A megszűnő Turkesztáni Autonóm Szovjet Szocialista Köztársaság Amu-darjai területének és a szintén megszűnő Horezmi Szovjet Szocialista Köztársaság (az egykori Hivai Kánság) Kirgiz–kara-kalpak autonóm területének összevonásával hozták létre. 1929-ben további területeket is ide csatoltak Kazahsztántól.
Kezdetben az Oroszországi SZSZSZK-n belül a Kirgiz Autonóm Szovjet Szocialista Köztársasághoz tartozott (melynek nevét 1925-ben Kazah Autonóm Szovjet Szocialista Köztársaságra módosították). 1930. július 20-tól megszűnt a Kazahsztánnak való alárendeltsége, ettől kezdve közvetlenül az Oroszországi SZSZSZK szervei alá tartozott, majd 1932. március 20-án státusza is megváltozott, a szovjet nemzeti autonómia magasabb szintjére lépett: átszervezték Kara-kalpak Autonóm Szovjet Szocialista Köztársasággá. Az autonóm köztársaságot 1936. december 5-én, az új szovjet alkotmány ("sztálini alkotmány") elfogadásával Oroszországtól átcsatolták az Üzbég Szovjet Szocialista Köztársasághoz. (Ezzel egyidejűleg a Kazah ASZSZK Oroszországból kiválva a Szovjetunió önálló köztársaságává alakult).

## Népessége
Az 1926-os népszámlálás szerint a Karakalpak AT lakossága a következők szerint alakult:
| Nemzetiség   | Létszám    | Arányuk |
| ------------ | ---------- | ------- |
| Összesen     | 304 539 fő | 100,00% |
| Karakalpakok | 116 125 fő | 38,13%  |
| Kazahok      | 85 782 fő  | 28,17%  |
| Üzbégek      | 84 099 fő  | 27,62%  |
| Türkmének    | 9686 fő    | 3,18%   |
| Oroszok      | 4924 fő    | 1,62%   |
| Tatárok      | 884 fő     | 0,29%   |
| Perzsák      | 756 fő     | 0,25%   |
| Ukránok      | 621 fő     | 0,20%   |
| Arabok       | 489 fő     | 0,16%   |
| Kirgizek     | 277 fő     | 0,09%   |
| Tádzsikok    | 67 fő      | 0,02%   |
| Zsidók       | 62 fő      | 0,02%   |
| Egyéb        | 767 fő     | 0,25%   |

## Fordítás
Ez a szócikk részben vagy egészben  a(z)   Кара-Калпакская автономная область című orosz Wikipédia-szócikk ezen változatának fordításán alapul.  Az eredeti cikk szerkesztőit annak laptörténete sorolja fel. Ez a jelzés csupán a megfogalmazás eredetét és a szerzői jogokat jelzi, nem szolgál a cikkben szereplő információk forrásmegjelöléseként.